# Bobby Baccalieri
Robert „Bobby Bacala” Baccalieri Jr., grany przez Steve’a R. Schirripa, jest fikcyjną postacią z serialu Rodzina Soprano. Był członkiem Rodziny DiMeo oraz szwagrem Tony’ego Soprano.